# Ruizanglada
Martín Ruiz Anglada (Milmarcos, Guadalajara, 13 de noviembre de 1929 - Zaragoza, 28 de diciembre de 2001), conocido por el nombre artístico de Ruizanglada al juntar sus apellidos en la firma de sus obras, fue un pintor español del siglo XX, académico correspondiente de la Real Academia de Bellas Artes de Santa Isabel de Hungría de Sevilla desde 1977, y académico numerario electo de la Real Academia de Nobles y Bellas Artes de San Luis de Zaragoza desde 1995. Siendo Zaragoza su ciudad de adopción desde la edad de ocho años, el ayuntamiento puso su nombre a una de las calles que confluye en el centro urbano con la calle de Francisco de Goya y Lucientes en noviembre de 2001 poco antes de fallecer el artista.

## Biografía

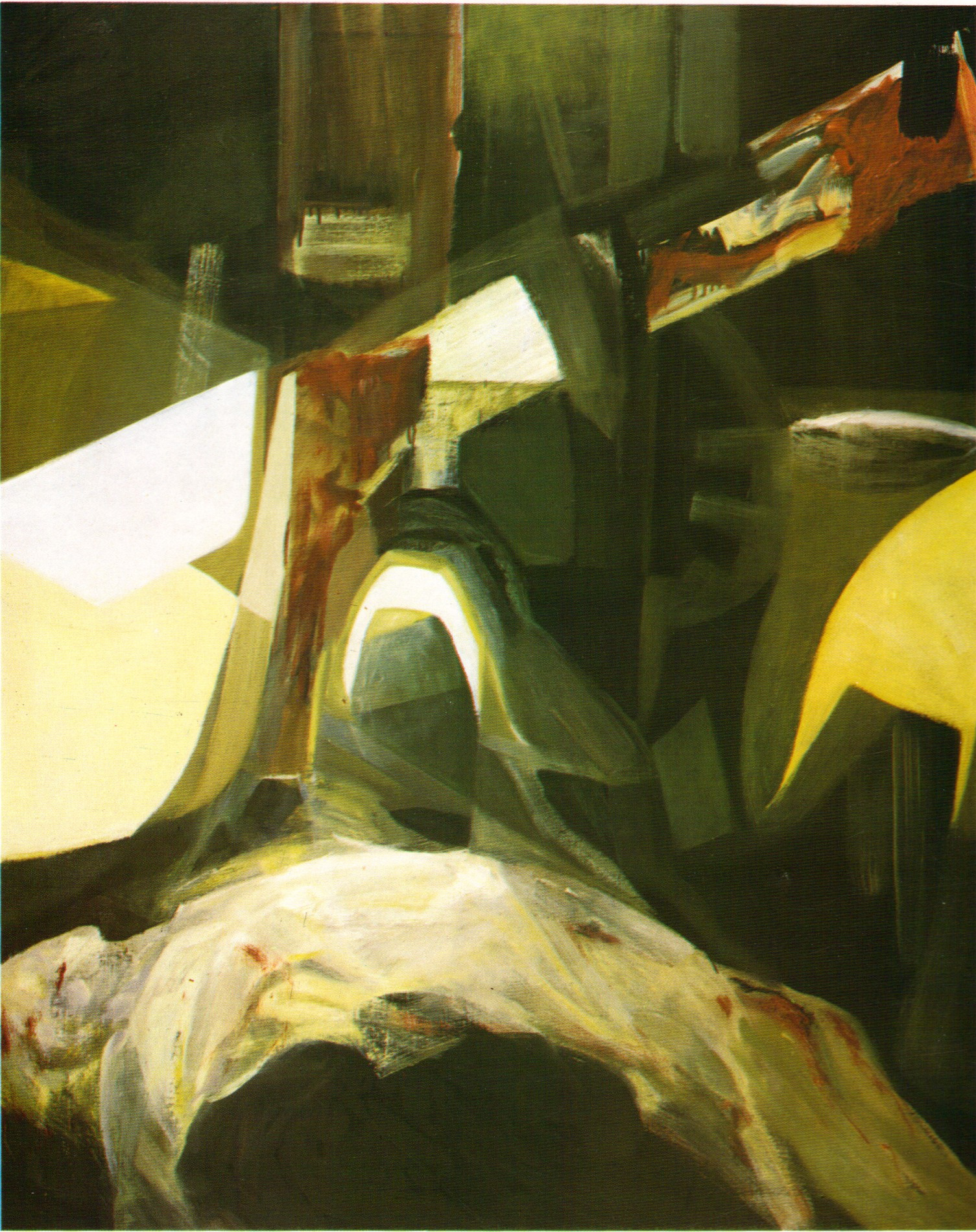
Piedad 162x130 1978 O/L

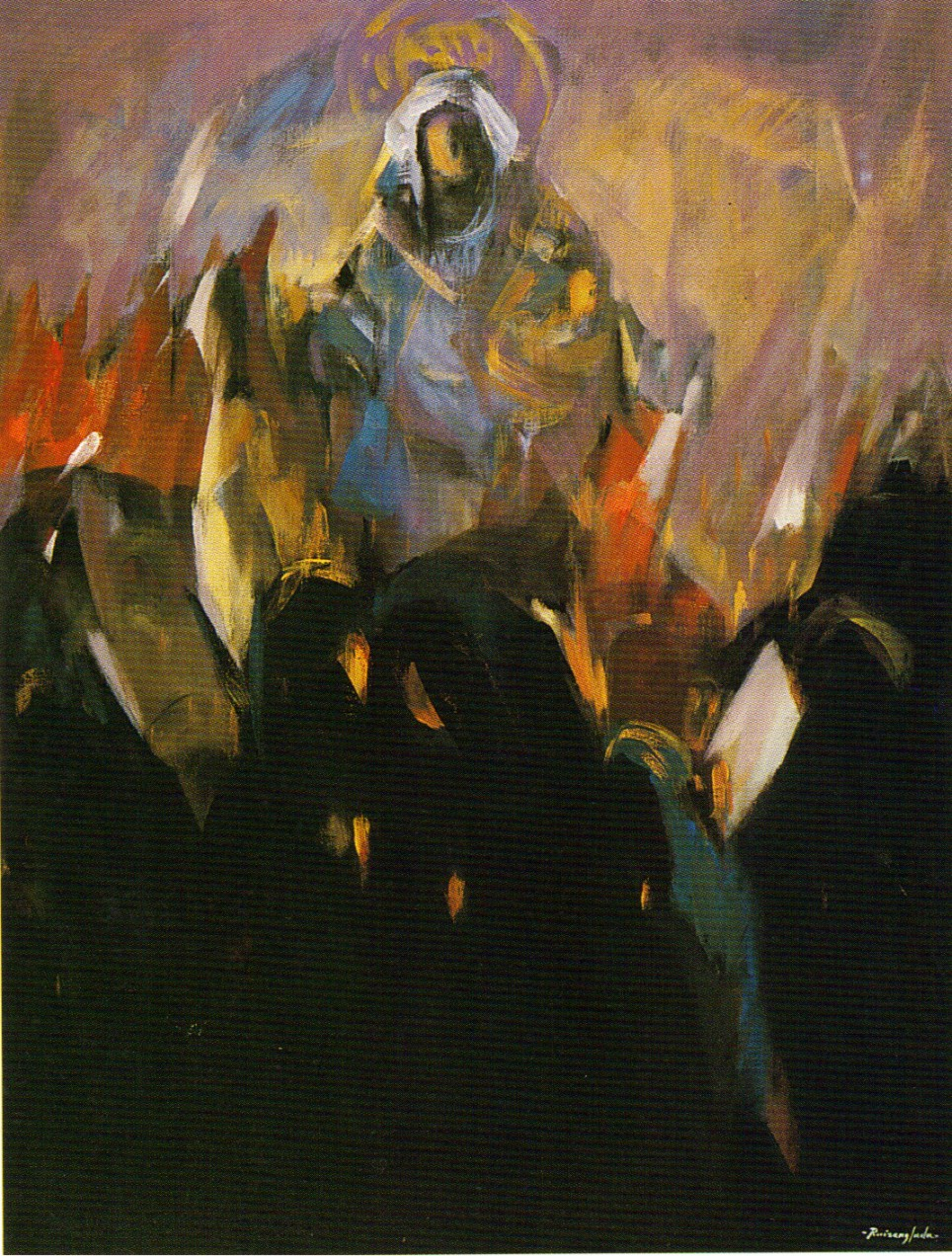
Procesión de la Virgen 89x116

«Ruizanglada», nombre artístico con el que siempre ha firmado sus obras, asiste como alumno libre en la Escuela de Artes y Oficios y en el Estudio Goya de Zaragoza. De siempre se interesa por el paisaje, año 1966, y amplía su temática al bodegón y la figura, para añadir el tema religioso, el taurino y, en ocasiones, el bélico desde parámetros críticos. Hacia 1971 atraviesa una etapa de dominio claramente expresionista que encontrará su máximo desarrollo en los temas taurinos de los años 80.
El pintor tuvo como constante en toda su obra la exaltación de los motivos religiosos, tratando temas como la Piedad, las procesiones y los cartujos, con los que mantuvo una fuerte fidelidad a un humanismo cristiano que le hizo derivar hacia la denuncia de la opresión y la violencia en sus últimas telas. Destacan en esta última época los grandes retablos murales que creó para la Iglesia parroquial de la Presentación de la Virgen, en Zaragoza; la Iglesia parroquial de Benasque, o el retablo que alberga la relíquia de la Vera Cruz en la Iglesia parroquial de Santa María Magdalena, en Conchel.
Con cierta frecuencia se pueden encontrar reseñas en hemerotecas de prensa definiendo al artista en su época más avanzada como un pintor de "Arte Religioso". Esto es debido al motivo del artículo y a su repercusión social, inusual en el arte contemporáneo, de pintar "trasaltares" de iglesias y de incorporar otras obras en las paredes de los recintos de culto, al ser su obra de una modernidad pictórica que no descompone las formas en exceso y se integra en el habitáculo formando parte del motivo sagrado al que están destinadas las iglesias. Si bien, desde sus inicios, la pintura de temática religiosa en el autor supone alrededor de una cuarta parte del total, siendo ligeramente menor la obra taurina, y de alrededor de un 35% la integrada por paisajes y bodegones.
Numerosas son sus exposiciones tanto en Aragón como en otras capitales de España desde el año 1968 en el que se presentó por primera vez al público en la galería N«Art de Zaragoza. Expuso también en Carmel California, EE. UU., tras vivir en Monterrey durante unos meses y pintar allí nueva obra, en Biarritz, Francia, y diversas participaciones en exposiciones colectivas en otros países de Europa. Destacan las dos grandes muestras en el Palacio de la Lonja de Zaragoza (1978 y 1984) y la retrospectiva de toda su obra en el Palacio de Sástago en el año 1995, organizada por la Diputación Provincial de Zaragoza.
En esta última se mostraron un total de 81 obras de los 20 años precedentes y el artista, emocionado, comentaba: «Yo lo que pinto es lo que siento, lo que sale de mí. Creo que el arte consiste en cerrar los ojos, pensar en lo que uno quiere transmitir, y hacerlo. La técnica de mi pintura es la mancha. Soy un admirador de Goya y El Greco y me gusta dejar mis cuadros abocetados; no me interesa dejarlos terminados, porque sería algo propio de artesanos. Me gusta el verdadero parto del arte, que no es otra cosa que el registro rápido, sencillo y directo de una emoción. Me va en el carácter la pincelada de Goya, la espiritualidad del artista de Fuendetodos».

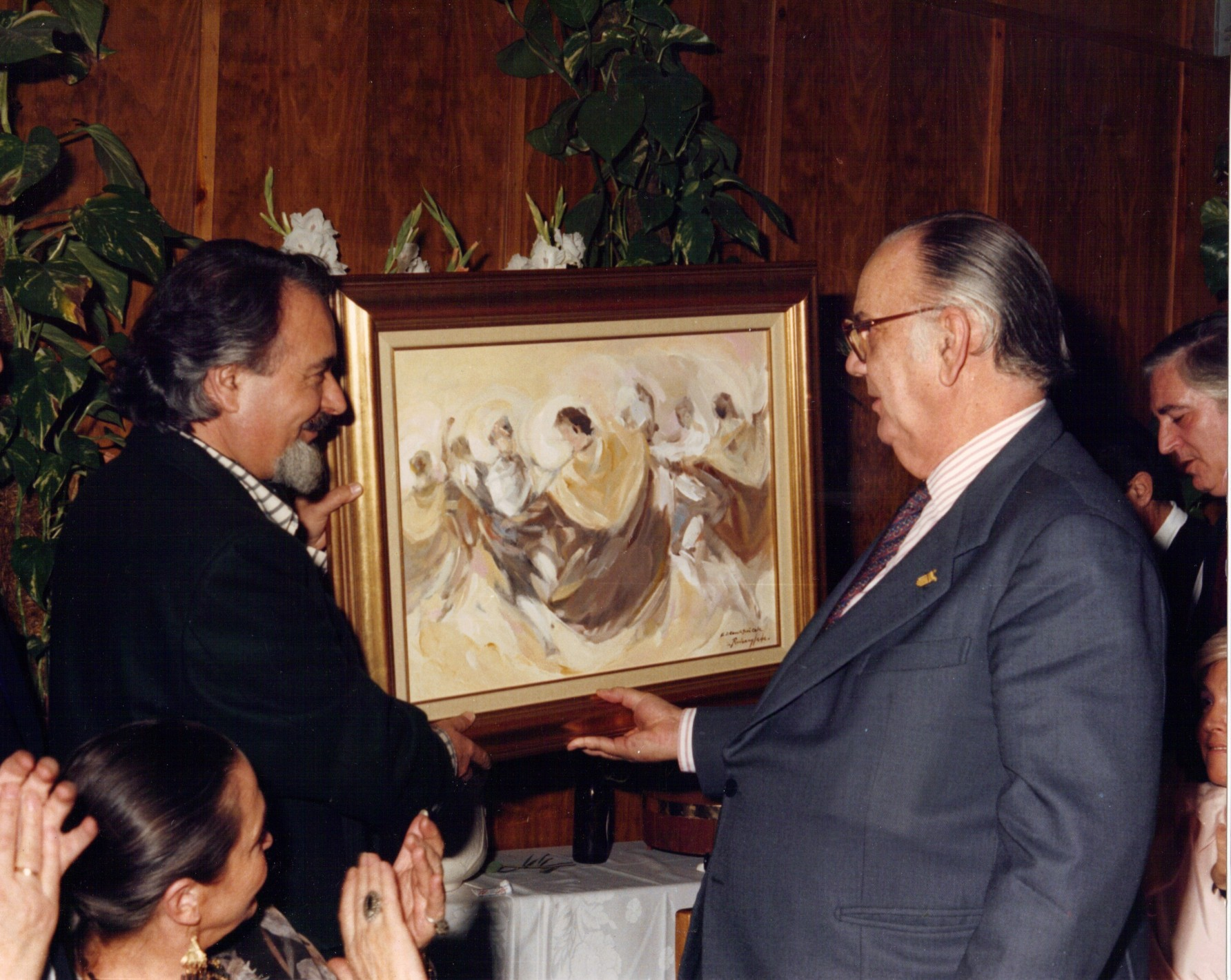
Con Don Camilo José Cela

Los reiterados reconocimientos públicos avalan la actividad profesional de Ruizanglada, entre ellos, la Medalla al Mérito Cultural en 1997 entregada por la Reina Fabiola de Mora y Aragón, o el Premio Aragón-Goya de pintura del año 1997. El artista respondió a este último galardón donando a la Comunidad Autónoma el cuadro «Homenaje a Goya», pintado con motivo del 250 aniversario del nacimiento del artista de Fuendetodos.
Fue académico de la Real Academia de Bellas Artes de Santa Isabel de Hungría de Sevilla, y desde el año 1995, de la Real Academia de Nobles y Bellas Artes de San Luis de Zaragoza.
Texturas y transparencias, ritmo dominado y una amplia gama cromática, configuran una totalidad al servicio temático, de manera que éste adquiere variantes como intensidad y fuerza expresiva, intimismo y ajustado tono dramático, sin olvidar una inclinación para con el vigor de la soledad en algunos paisajes. Añádase la adecuada supresión de elementos formales y la idónea interrelación de los planos geométricos.

## Su obra

### Paisajes y bodegones

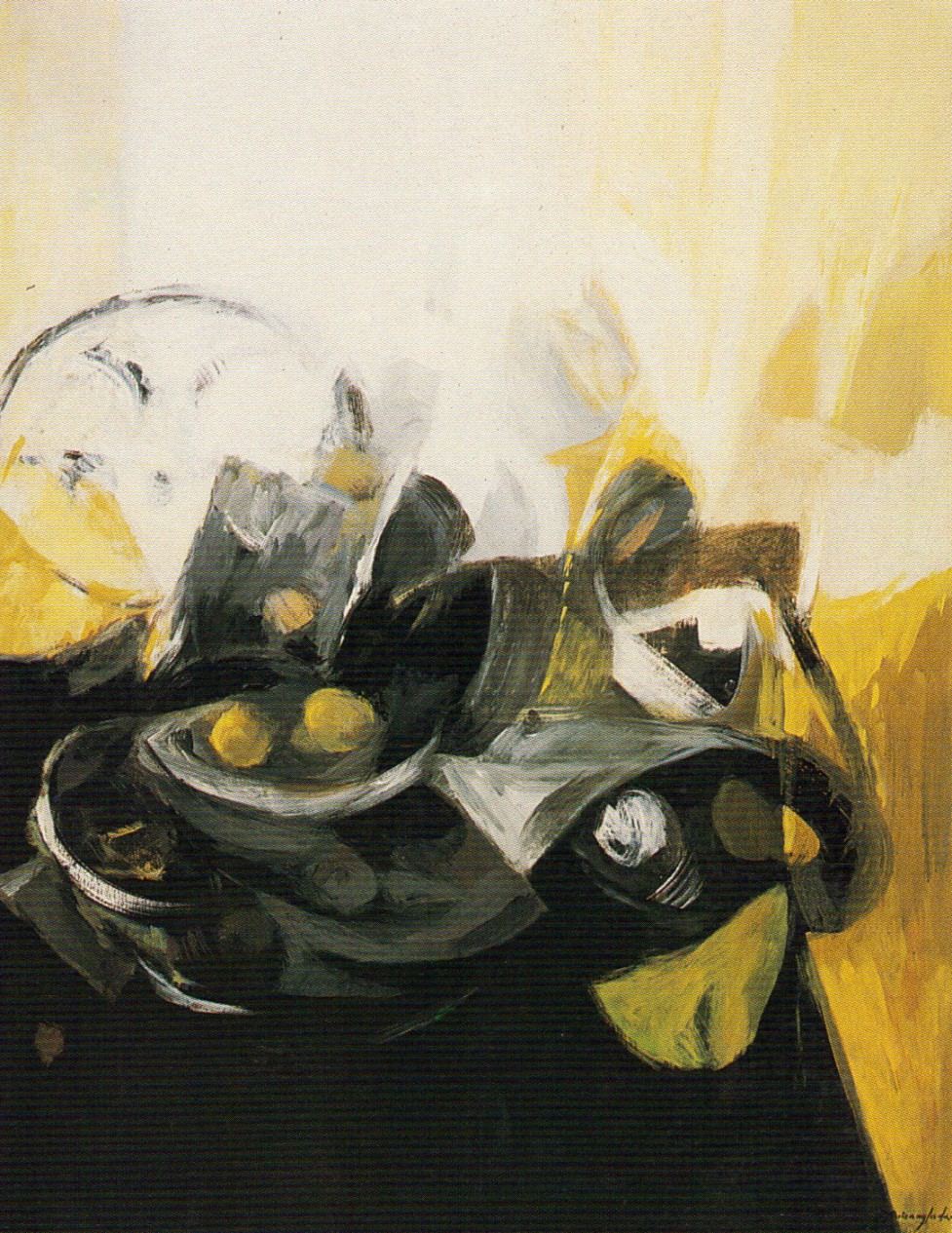
La Mesa Negra

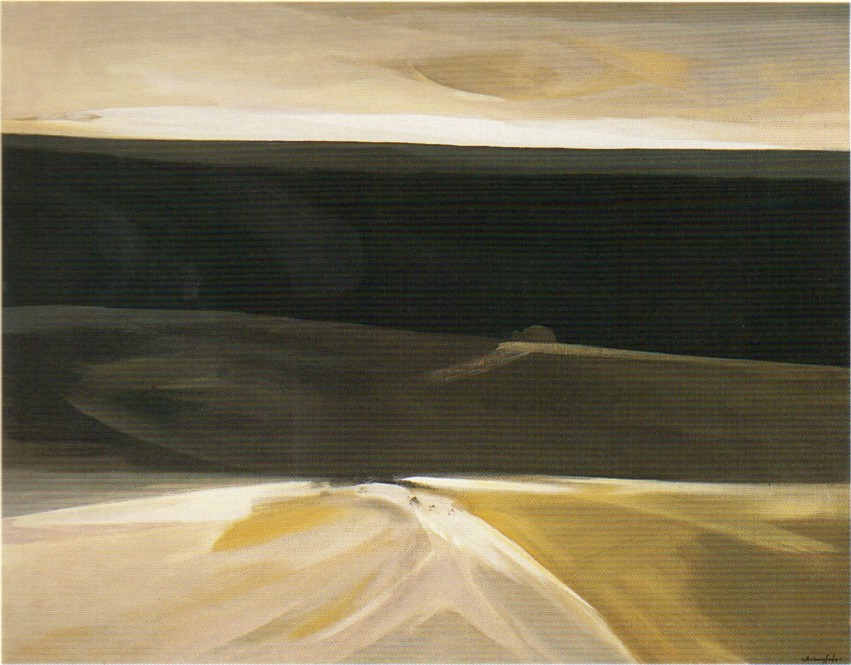
Paisaje Serie Negra I

Paisajes y bodegones evolucionan durante toda la vida del pintor y todos guardan la impronta que les hace reconocibles de su mano. Los paisajes son hasta sus últimos años de tierras, sobre todo, aragonesas. De sus tres provincias con tierras distintas. En el descanso de sus últimos años, durante estancias en Tarragona, pinta estas tierras nuevas y añade más que nunca en su trayectoria las marinas, en formato pequeño, en miniaturas que enmarca con capricho.
Los bodegones mantienen su genuina expresión -una vez pasada la primera época- hasta el final de sus días. Son los que más se aproximaron a una muy ligera abstracción y en donde mantuvo esta licencia, ese espacio para sus recursos pictóricos, donde la ausencia de necesidad para definir los objetos le permitió jugar entre el mobiliario definido y el que está por adivinar, y entre estos, como en todas sus obras, la luz.
Sobre los paisajes escribió Don Domingo J. Buesa Conde académico de Bellas Artes de San Luis y San Fernando en 1996: "Las tierras del Sistema Ibérico son tierras de inviernos largos y duros, tierras en las que cada rayo de luz es una llamada al calor o a la esperanza de poder vivir en el frío de la nieve hecha luz heladora. Por eso no tiene nada de extraño que Martín Ruizanglada haya hecho de los destellos de luz el símbolo de la vida que inunda sus pinturas. Esa misma luz que al perfilarse en la infinita soledad del paisaje montañoso nos acerca a Dios, nos eleva sobre los surcos de lo cotidiano para trascendernos a la eternidad. Las piedras del monte invernal se han quedado frías como las piedras de esas humildes paredes que definen espacios para vivir, espacios por los que nadie puede evitar que transite firme y vigoroso ese rayo de luz que viene de fuera para hacerse prisionero pincelada a pincelada."

### Tauromaquia

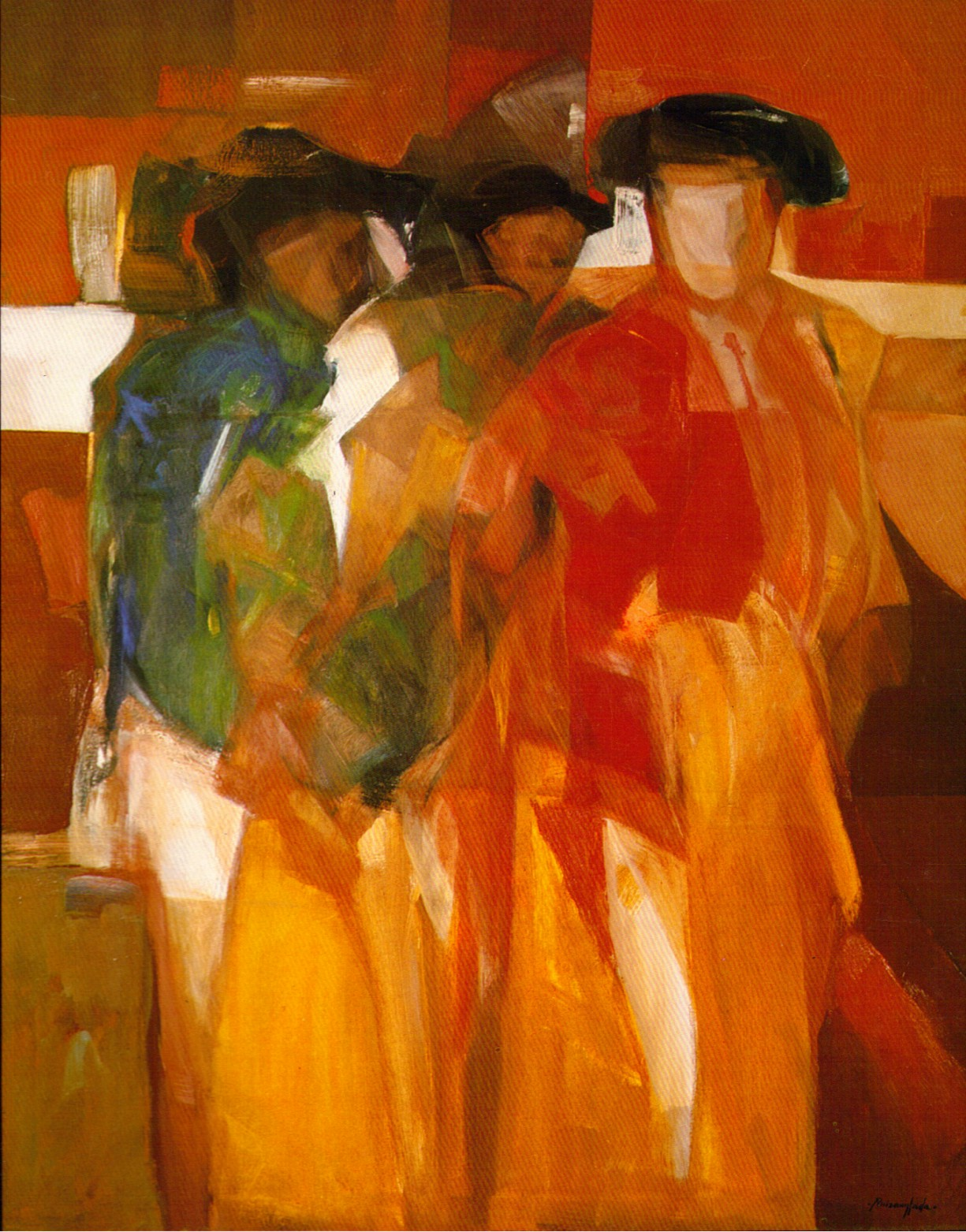
Toreros 114x146 O/L Cartel Taurino Fiestas del Pilar 1992

Ruizanglada, sin ser partícipe del sufrimiento del animal como declaró en ocasiones, encontró en el mundo del toro las entregas y pasiones humanas que afloran en la fiesta. La tensión de los momentos previos, la ausencia casi religiosa del miedo, la afronta al destino jugando entre el libre albedrío se plasman en sus cuadros. Nunca se reflejan en ellos el repudio o la aceptación del público, no son costumbristas sino regios, la disposición a tentar la suerte y entregar maestría es en sí el hecho, es la mirada desde el interior hacia el cielo, y el después es para Ruizanglada entre bambalinas, íntimo del torero. No pinta aplausos, tan solo en un par de lienzos alza en la mano, el torero, un trofeo, y lejos de definir al público, el torero aparece él solo entre luces de color que evocan los sentimientos. Como en lo religioso pinta Ruizanglada el momento y todos los previos, el momento es uno y se hace eterno, es respetuoso. En otro único lienzo muestra la muerte, pero esta no sucede en el ruedo, le llega al torero postrado en cama entre sus compañeros, su cuadrilla, en una intimidad fría y oscura, y pinta como el alma del diestro se eleva, como se desprende del cuerpo (Cara y Cruz 200x250 1984 A/L Donado a la Real Academia de Bellas Artes de San Luis con motivo de su ingreso como miembro).

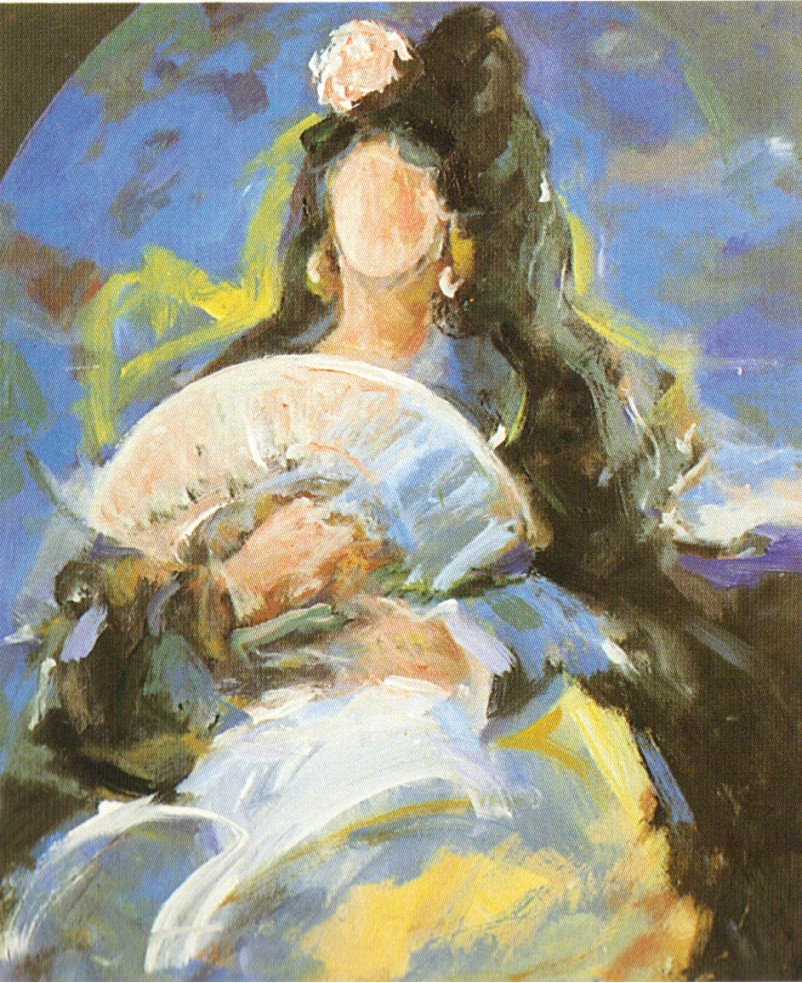
Manola en azul 61x50 A/L

Sus Manolas son grandes, silentes, genuinamente goyescas, testigos de la suerte y de la muerte, del valor y de la entrega, más que mostrar emociones se erigen en pureza femenina, son presencia. Como mucho, se adivina en ellas, una sinuosa o imaginada sonrisa.
Sobre la Tauromaquia en la pintura de Ruizanglada escribió Don José Pascual de Quintos y de los Ríos Vicedirector de la Real Academia de Bellas Artes de San Luis: "No está en la barrera ni en el tendido, coparticipa en la lidia con el maestro. Sus ojos captan y plasman lo que captan los del alguacilillo, los del matador, el banderillero, el peón, reflejando sus respectivos estados anímicos. Plasma en el lienzo lo que no ve el público, aprovechando su envidiable situación en el propio coso, fruto de su inspiración, reflejando a su vez lo que no puede sentir el respetable. Es el único que desde nuestra ignorancia nos atrevemos a calificar como un pintor de albero, especie de invisible Tancredo que desde su privilegiada situación corre todos y cada uno de los riesgos, sintiendo metafóricamente hasta el olor de la res que le hociquea".
En 1992 se imprimió el cuadro "Toreros 114x146 O/L" de Ruizanglada como Cartel Taurino de las Fiestas del Pilar de Zaragoza repartiéndose por toda la ciudad en fiestas.

### Joteros, Figuras y Social

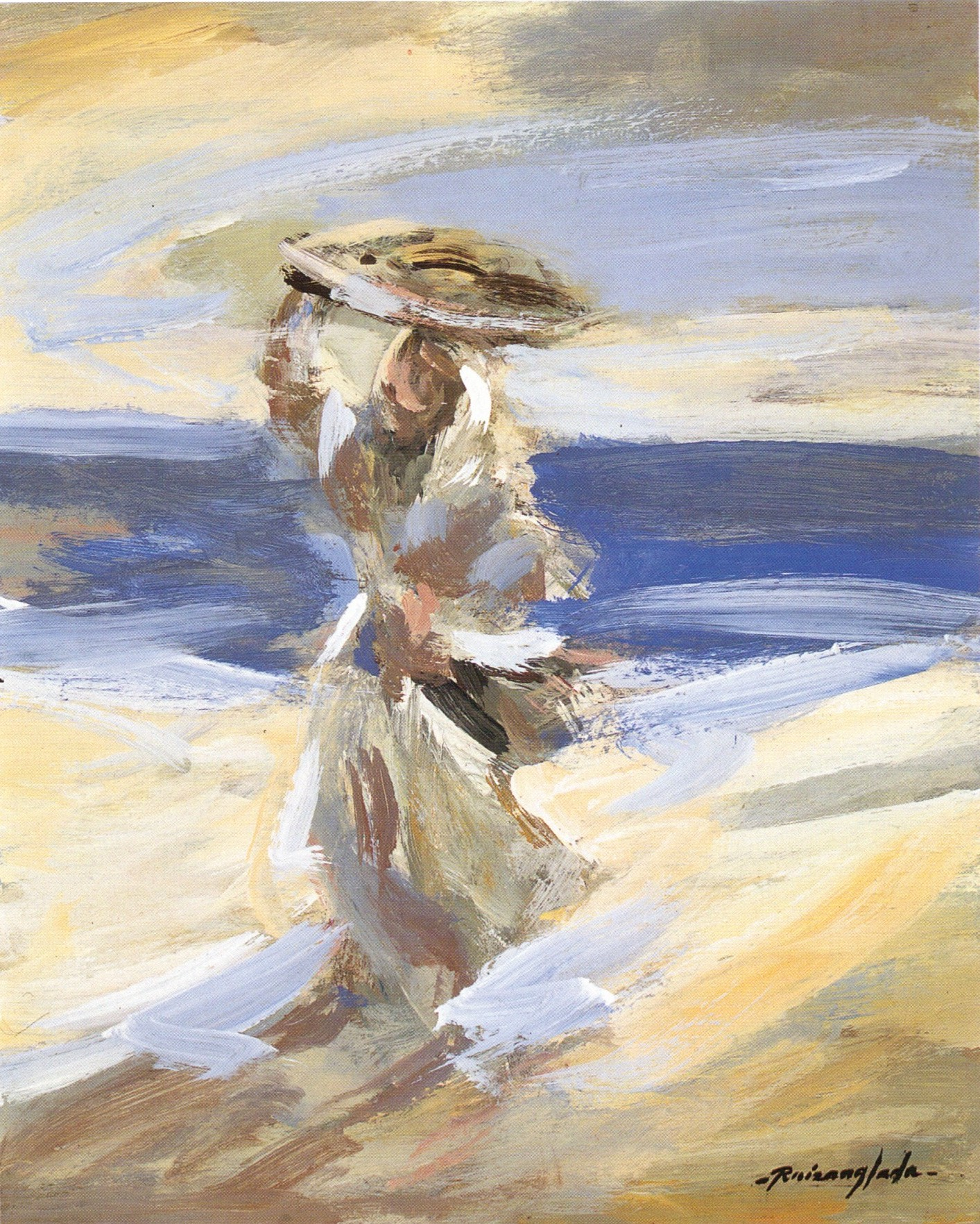
Pescadora 33x41 O/T

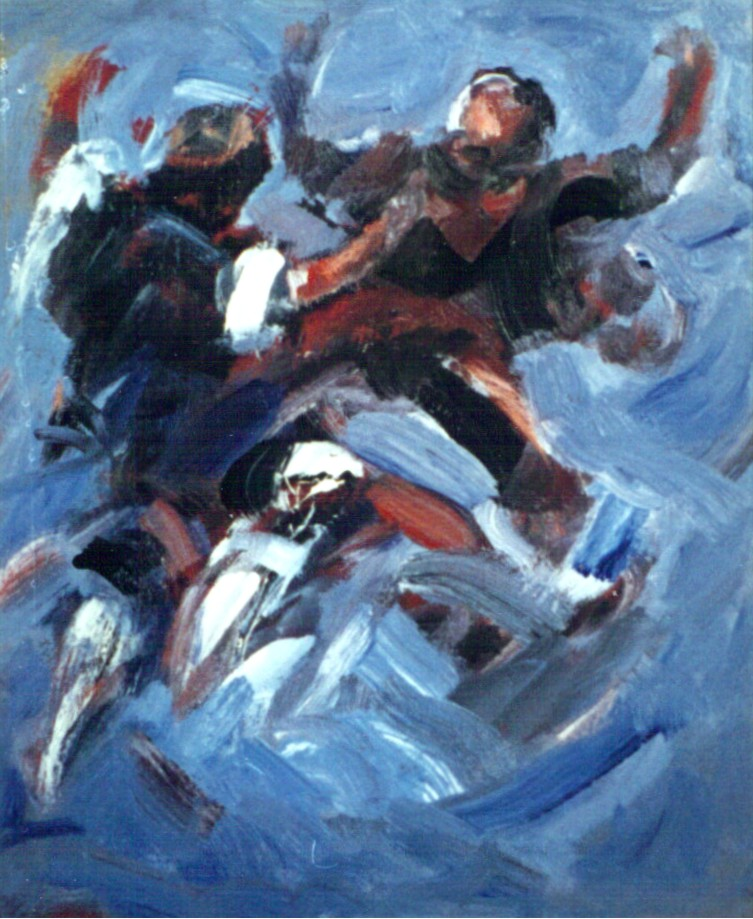
Jota en azules 61x50 O/T

El baile regional de la Jota Aragonesa también fue una constante en su obra. El pintor impregnaba en rápidos brochazos el movimiento, saltos y giros,  de los danzantes a un compás acelerado de 3/4. Los joteros de Ruizanglada fueron ganando en colores vivos con el paso de los años, al igual que sucedió en otras temáticas como la taurina o el paisaje y la marina. Las grandes pinceladas que años atrás impregnaban amplios lienzos, se convirtieron a fuerza de maestría en pequeñas pinceladas rápidas sobre formato pequeño, cada vez más vivas en el color, sin perder por ello la fuerza y el movimiento, y sin apenas cabida para el retoque en segundas, dado que en obra pequeña hubiese resaltado más una pincelada sobre otra.
Menos habituales fueron a lo largo de su vida las pinturas con figuras humanas más definidas sin toreros, manolas, monjes o joteros, sin campesinos sobre amplios paisajes, sin esas figuras esbozadas que el pintor intencionadamente no concretaba. Las figuras en sí, aparecieron en mayor número en su primera época, con formato mediano y grande, y volvieron a aparecer un poco hacia el final de su vida sobre lienzo pequeño. Desnudos antes más y después apenas unos pocos, algún posado al principio, alguna señora, y alguna gitana.
Sobre tema social pintó numerosas obras, casi todas en gran formato, sobre la opresión, la injusticia, la pobreza o la muerte. Homenajeó a Goya y sus fusilamientos en "Testimonio 185x250 1977 O/L", sustituyendo fusiles por represión policial contra manifestaciones a tono con la época. Convirtió sus colores en crudos de carne seca llamando la atención sobre el hambre, en Uganda, en África. Pintó rebaños de hombres con cabezas de cabra, con el jefe llevando traje y corbata. Pintó sobre encarcelados, sobre justicia con "puñetas" blancas perfectamente planchadas, - puñetas que nunca significó en los prelados - culpando con decisión en el gesto de sus manos a reos cabizbajos y desaliñados. Pintó sobre guerras y desastres, pintó soldados llevando niños en sus brazos, pintó también a esos, más débiles, que nada parecían tener que ver en las guerras.

### Religioso

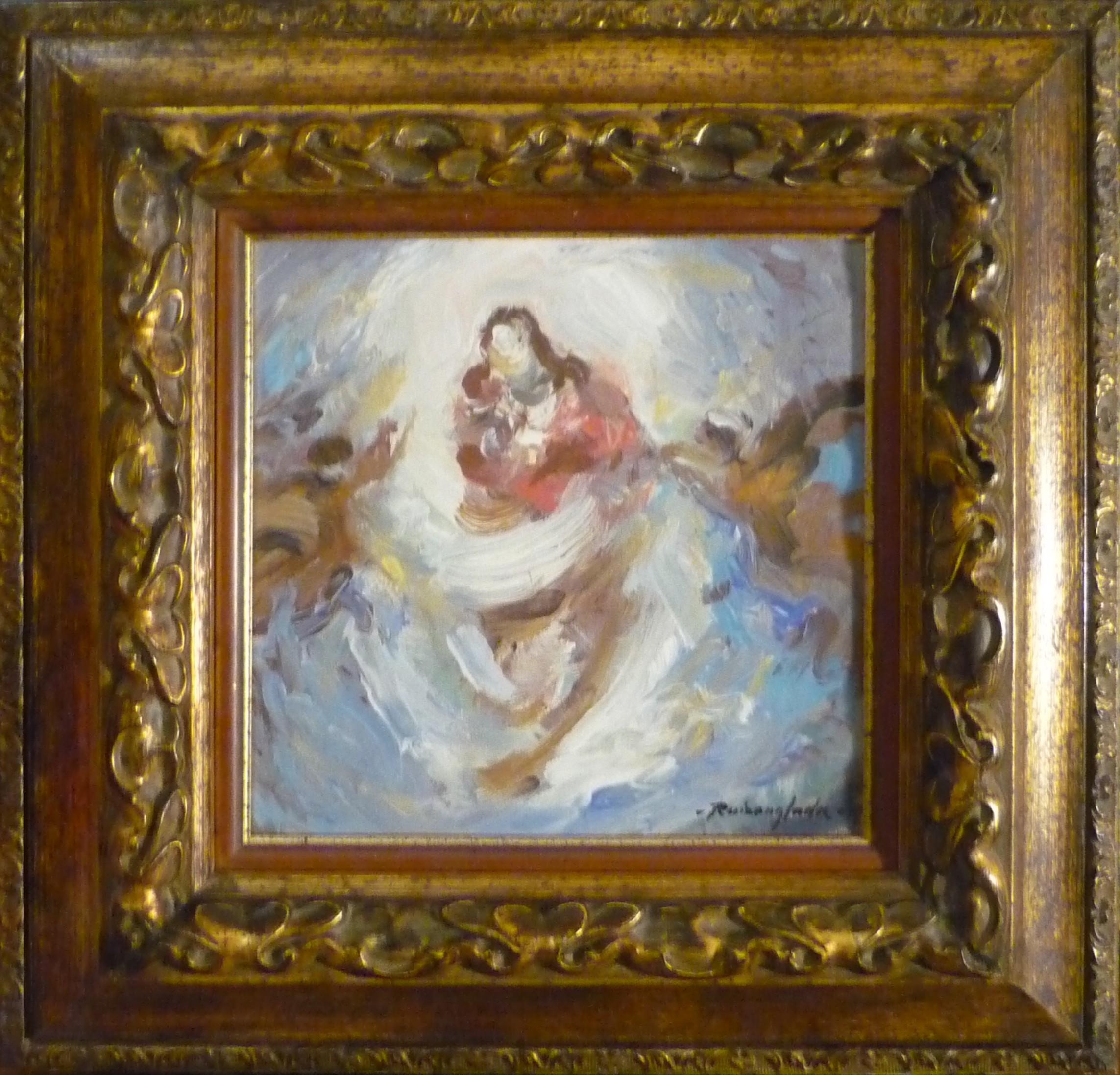
Virgen

Ya en sus inicios comenzó a pintar monjes cartujos, que identificarían por siempre su obra, cartujos que continuaría pintando toda su vida, pero fue a partir de 1975 cuando el tema religioso se amplió y tuvo desde entonces una espacio continuo en sus nuevas creaciones. Quizá su primera obra más significativa en esta temática fuera "Piedad 162x130 1978", portada de catálogo en Barcelona, con aproximación al neocubismo y expuesta en diversas plazas de España, a esta le siguieron numerosas obras, tanto para la iglesia en sí como para el público en general, desde procesiones de calor popular a crucifixiones y descendimientos más adentrados en la Pasión, así como numerosas reflexiones sobre la Virgen, tanto de niña como de madre piadosa, o visionando desde el cielo distintas escenas de Jesús.
No solo encontró el lugar, con su obra, en las iglesias a la vez que entre el público de calle, sino que pintó el "trasaltar" tanto para Benasque como para la iglesia de La Presentación de Zaragoza. Llegó a cubrir con el mural "Consolatrix afflictorum" unos 80m cuadrados de pared que se exhiben en el Museo Diocesano de Zaragoza junto a la Basílica del Pilar, así como a decorar diversas iglesias con obras de dimensión menor.
Escribía Don Wifredo Rincón García, Académico y Presidente de la Asociación Española de Pintores y Escultores, con motivo de la exposición de pequeño formato en el Palacio de Justicia de Aragón en 1996: "Un apartado en la producción de Ruizanglada que siempre nos ha causado sorpresa y profunda admiración, lo constituye la serie de monjes representados en la intimidad conventual sumergidos en unas arquitecturas que se convierten en la propia atmósfera de estos lienzos silentes y sosegados. Aquí sus entonaciones quedan aquietadas y frías y sus volúmenes concisos y firmes, desde unos supuestos estéticos que él va haciendo cada vez más rigurosos. Hay mucho de misticismo pero también de soledad y de meditación hacia lo eterno.

## Actos, vida social y El Pilar de Zaragoza

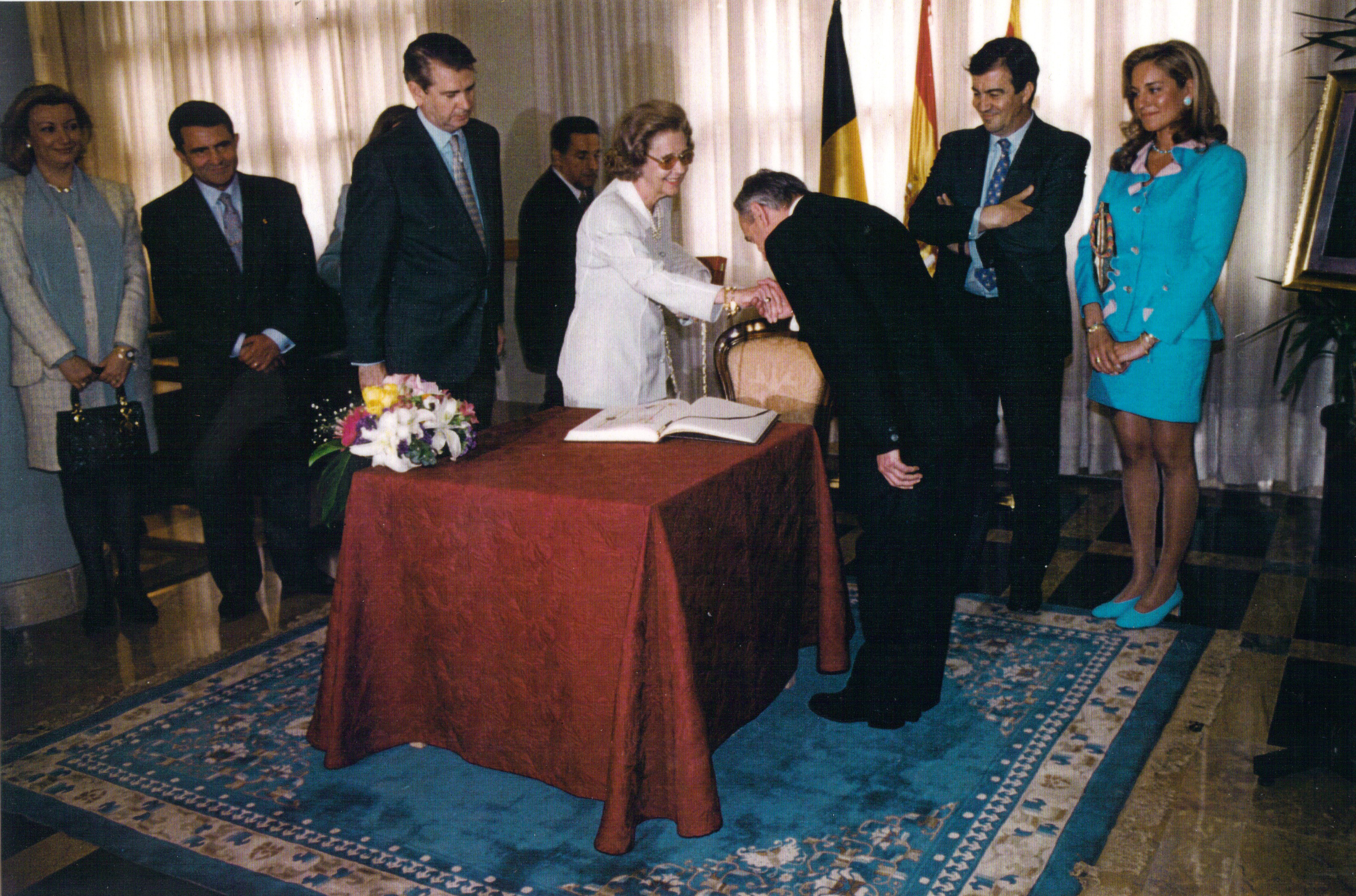
Con la Reina Fabiola y Francisco Álvarez-Cascos en 1992

Como sucede en la vida de todo artista, los actos vinculados a su profesión y su vida social se entremezclan a lo largo de los años. Por un lado un entorno artístico se acerca a otro en una búsqueda constante de nuevos alicientes que motiven y aporten inspiración, y por otro, personas y personalidades asiduas al mundo del arte estrechan vínculos con quienes, por su obra, precisan de la aceptación del público. Ruizanglada, recién iniciada su carrera y hacia la década de los 70, se hace asiduo del centro de arte "La Taguara", en Zaragoza, lugar donde llega a realizar una de sus exposiciones individuales.
En La Taguara se relaciona con habituales de las artes y las letras, como la poetisa y actriz de teatro Doña Pilar Delgado, o el escritor y crítico de arte Alfonso Zapater. Este último realizó tanto en su "columna" en el periódico Heraldo de Aragón como en sus páginas interiores, diversas reseñas y entrevistas a lo largo de los años sobre Ruizanglada, así como críticas puramente artísticas de su obra, artículos que no podemos traer a colación en toda su extensión debido a que este periódico no dispone actualmente de hemeroteca en línea. En dicho centro no solo se reunían personalidades de Aragón, sino igualmente todo tipo de artistas que pasaron en aquellos años por la capital de esta comunidad autónoma, como la actriz y cantante Lolita Sevilla, que posó junto al artista en una de sus exposiciones, y otros artistas que de gira por España representaban sus obras en el Teatro Principal de Zaragoza. Dentro de este periodo Lolita Sevilla y el pintor Ruizanglada recibieron conjuntamente un homenaje en el restaurante Elíseos de Zaragoza, organizado por la asociación "Amigos de La Taguara" y al que asistieron más de doscientos comensales de todos los ámbitos, según se publicó el 28 de noviembre de 1973 en el periódico Heraldo de Aragón, donde Doña Pilar Delgado recitó poemas dedicados a los dos homenajeados, fueron entregadas placas de recuerdo por el delegado de Información y Turismo, y la propia Lolita Sevilla cantó tras la cena su éxito de aquella época: Cántame un pasodoble español.
Ruizanglada aparece en la revista "Hola" del N.º 1780 del 7 de octubre de 1978 en su página 75, fotografiado junto a autoridades españolas y francesas en el "Casino Bellevue" de Biarritz, Francia, en una de sus exposiciones en el Hotel du Palais, antigua residencia de verano de la emperatriz Eugenia. Hotel y Casino que siempre fue visitado por todo tipo de personalidades de ambos países dada su cercanía a la frontera española, y lugar de relaciones y de vida exquisita junto a su vacacional playa.
En esta década Ruizanglada, en su vida social, aparece vinculado también a certámenes de belleza regionales, nacionales e internacionales, concretamente en 1973 y en 1978, tal y como se puede comprobar en las reseñas de Prensa de su Bibliografía, así como en una imagen sin fechar en la década de los 80, y otra de 1984 donde entrega una Manola goyesca a la Maja de Aragón de ese año. En 1973 viaja a la casa natal de Goya con las Majas Internacionales, y en 1978, como miembro del jurado y patrocinador, al certamen nacional en Santander con la Maja de Aragón, Mª Pilar Vílchez Lafuente, que consiguió el galardón de "Miss Simpatía".
El pintor pasa una temporada en París, en 1979, coincidiendo con la exposición junto a otros cinco aragoneses en "Seis Artistes Aragonais, Salle d'Art Ambassade d'Espagne", capital francesa que aprovecha para recorrer y vivir buscando la inspiración que otros grandes pintores y artistas de todo tipo encontraron en ella años atrás.
Posteriormente Ruizanglada ingresa en la "Asociación Cultural Peña Solera Aragonesa" de Zaragoza, asociación que le otorgó un premio en 1988 tras llevar varios años como miembro, y a la que perteneció durante toda su vida, siendo jurado de eventos, colaborador y parte activa en sus actos, y a la que acudía con frecuencia, incluyendo las cenas periódicas que sus miembros realizaban. No solo la componían personalidades relacionadas con el mundo de las artes o de las letras de la provincia, sino también relevantes personalidades de todo tipo. Puede verse la imagen, al principio de este artículo, donde Ruizanglada entrega un cuadro de Joteros, con dedicatoria junto a la firma, a Camilo José Cela en el homenaje que le realiza la Peña Solera Aragonesa. También mantiene un contacto frecuente con la "Asociación Cultural Peña El Cachirulo" de Zaragoza, así como la del mismo nombre en el Alto Aragón.

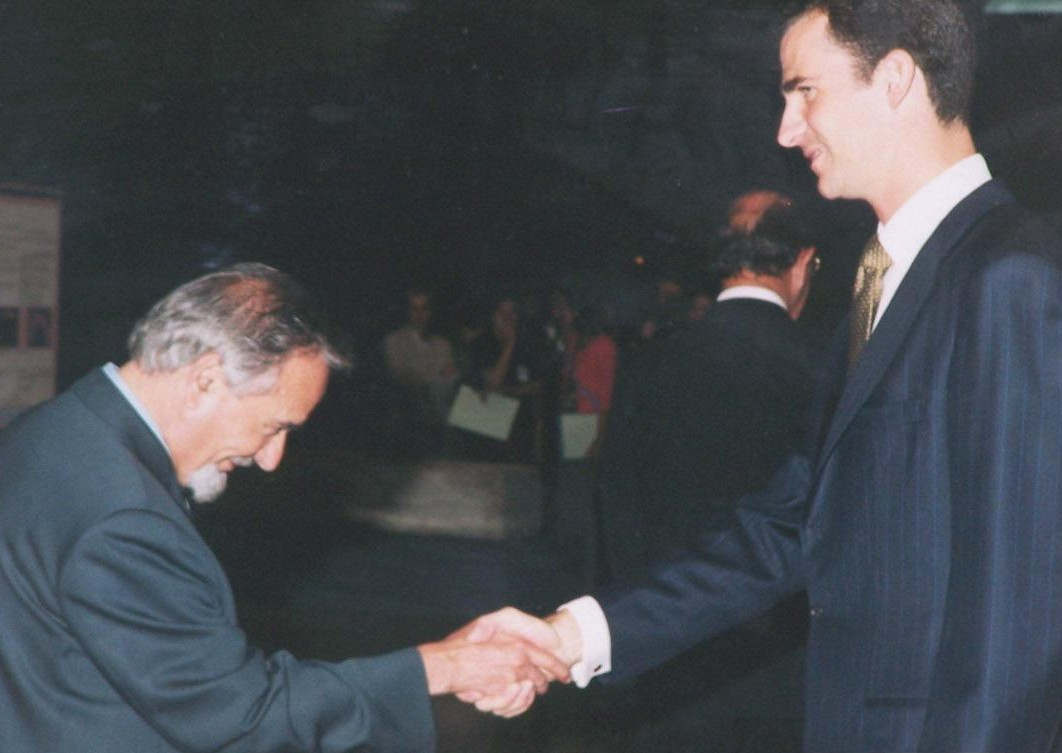
Saludando a Su Majestad el Príncipe Felipe

No habiéndose significado nunca políticamente, Ruizanglada coincidió con cargos públicos provenientes de distintos partidos políticos que regentaron ayuntamiento, diputación y comunidad. La participación en distintos actos culturales, junto a sus propias exposiciones de obra como artista, así como por su cargo como Académico de Bellas Artes, hizo que mantuviera un trato frecuente y estrecho. Formó parte de diversos jurados en certámenes de arte, tanto públicos como privados.

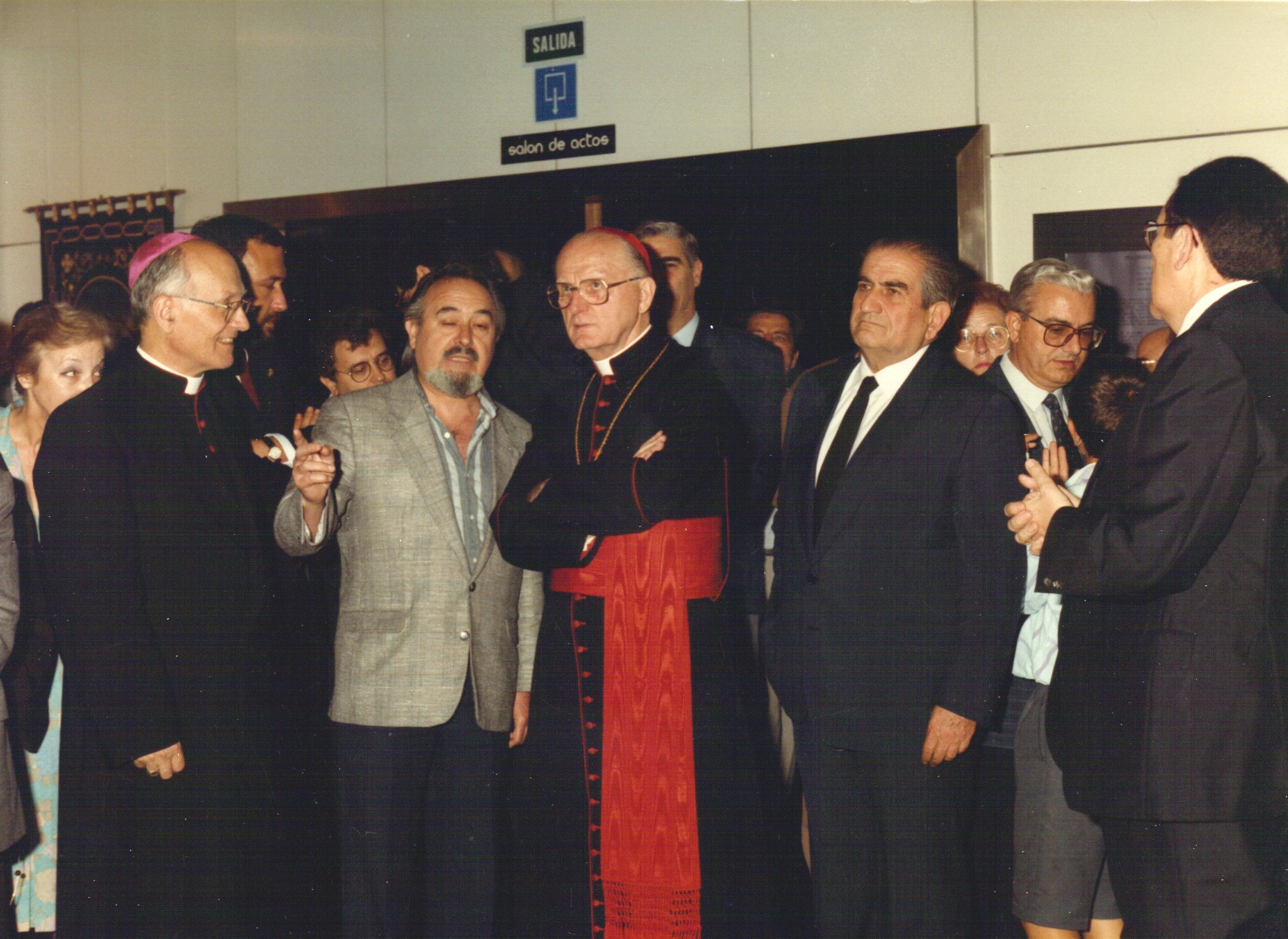
Con Revmo. Mons. Elias Yanes y nuncio de la Santa Sede Luigi Dadaglio en 1988

Igualmente mantuvo relación con las autoridades eclesiásticas de la Archidiócesis de Zaragoza desde 1979, cuando Ruizanglada participó en la presentación de bocetos "Espacios libres" para pintores aragoneses, con el que se persiguía la decoración pictórica de la bóveda entre el altar mayor y el coro del Pilar de Zaragoza. El proceso "Espacios libres" fue dirigido artísticamente por los profesores Antonio Beltrán Martínez y Federico Torralba Soriano, una vez que las negociaciones previas del Arzobispado con Salvador Dalí en 1978 no llegaron a concretarse. Ruizanglada participó con su obra "Consolatrix afflictorum 456x876", que actualmente se exhibe en el Museo Diocesano de Zaragoza, sin llegar a ser el ganador de las votaciones en las que participaron personalidades de instituciones civiles, aunque el proyecto tampoco acabó realizándose por la oposición del Cabildo tanto al proceso de selección y participación como al resultado final de las votaciones.
Con posterioridad al fallido concurso para pintar la bóveda que a fecha de este artículo aún continúa sin obra, Ruizanglada, durante los años siguientes, consiguió su objetivo de llevar su pintura a diversas iglesias de Zaragoza y Huesca, tanto como trasaltares como en decoración de otros espacios sagrados, tal y como ya ha sido referido en el presente artículo.

## Ruizanglada en el Patrimonio Cultural Aragonés - BOA N.º 66 del 2/06/03
El 8 de mayo de 2003 el Departamento de Cultura y Turismo declara 25 cuadros de D. Martín Ruiz Anglada Bienes Inventariados del Patrimonio Cultural Aragonés.

## Premios y distinciones
| Premios y distinciones |
| --- |
| Premio de la Real Maestranza de Sevilla, en la XVI Exposición de Otoño de la Real Academia de Bellas Artes de Santa Isabel de Hungría. Sevilla 1967. |
| Premio Ayuntamiento de Zaragoza y Caja de Ahorros y Monte de Piedad de Zaragoza, 1968.                                                               |
| Premio Ayuntamiento de Sevilla en el XVII Salón de Otoño de la Real Academia de Bellas Artes de Santa Isabel de Hungría. Sevilla 1968.               |
| Gran Prix en el XIII Salón Franco-Español de Talence. Burdeos, Francia 1969.                                                                         |
| Primera medalla en el XIII Concurso Nacional de Amposta. Tarragona 1969.                                                                             |
| Premio Guadalquivir en el XVIII Salón de Otoño de la Real Academia de Bellas Artes de Santa Isabel de Hungría. Sevilla 1969.                         |
| Medalla de Oro y Premio de Honor en el XIX Salón de Otoño de la Real Academia de Bellas Artes de Santa Isabel de Hungría. Sevilla. 1970.             |
| Gran Prix Exposición Internacional de Chateau de Blois. Francia 1970.                                                                                |
| Primera Medalla en el XIV Concurso Nacional de Amposta. Tarragona.                                                                                   |
| Primer Premio II Concurso Nacional de Pintura del Museo del Vino de Villafranca del Panadés. 1970.                                                   |
| Mención de Honor en el Premio San Jorge de la Diputación Provincial de Zaragoza. 1970.                                                               |
| Diploma de Honor en el XV Concurso Nacional de Amposta. Tarragona.                                                                                   |
| Premio de Adquisición obra por la Dirección General de Bellas Artes de España en la Exposición Nacional de Arte Contemporáneo. 1972.                 |
| Premio "Juan Alcaide" en el Salón Nacional de Pintura de Valdepeñas. Ciudad Real 1972.                                                               |
| Premio de la Dirección General de Bellas Artes en la LXXVIII Exposición de Primavera del Ateneo de Sevilla 1973.                                     |
| Medalla de Bronce en el IV Premio San Jorge de la Diputación Provincial de Zaragoza. 1973.                                                           |
| Medalla de Plata en el Certamen Nacional Ayuntamiento de Almería. 1973.                                                                              |
| Medalla de Bronce en el Concurso Nacional Arte-Sport. Bilbao 1976.                                                                                   |
| Medalla "Bodegas Bordejé" Distinción colaboración artística.                                                                                         |
| Electo Académico Correspondiente de la Real Academia de Bellas Artes de Santa Isabel de Hungría. Sevilla 1977.                                       |
| Medalla Honorífica de Distinción por colaboración artística en la Expo-Aragón 1982. Feria Nacional de Muestras de Zaragoza.                          |
| Medalla al Mérito Cultural del Gobierno de Aragón,. Zaragoza 1992.                                                                                   |
| Medalla Honorífica de Distinción de la Asociación Montler de Alborge. Zaragoza.                                                                      |
| Medalla al Mérito Cultural del Gobierno de Aragón. Zaragoza 1997.                                                                                    |
| Premio Asociación Amigos de Milmarcos. Guadalajara 1993.                                                                                             |
| Académico Numerario Electo de la Real Academia de Nobles y Bellas Artes de San Luis. Zaragoza 1995.                                                  |
| Premio Aragón-Goya 1997, Gobierno de Aragón. |
| Premio Peña Solera Aragonesa. Zaragoza 1998. |
| Premio Asociación Amigos de Milmarcos. Guadalajara 1999.                                                                                             |
| Glorieta como Hijo Predilecto de la Villa de Milmarcos. Guadalajara 1999.                                                                            |
| Calle con su nombre en Zaragoza que confluye con la de Francisco de Goya y Lucientes en noviembre de 2001.                                           |